# Osceola (roman)
Osceola The Seminole: The Red Fawn of the Flower Land är en roman från 1858 skriven av den amerikanske författaren Thomas Mayne Reid.
Boken handlar om indianer, och var den första roman som den svenska författaren Selma Lagerlöf läste, och enligt hennes egen utsago anledningen till att hon själv bestämde sig för att bli författare.